# Jørgen Klubien (forsker)
 Der er flere personer med dette navn, se Jørgen Klubien (flertydig).
Jørgen Klubien (født 26. december 1881 i København, død 10. juni 1968) var en dansk kinaforsker.
Han tilbragte årene 1903-1937 i Kina, hvor han var assistent i det kinesiske toldvæsen. Han var medstifter af og medlem af bestyrelsen for Dansk-Kinesisk Forening i 1948 og blev formand i 1957.
Faren var højesteretsadvokat A.H.F. Klubien (død 1893) og moderen Illa (f. Suenson, død 1930).